# Psychotria kumbangii
Psychotria kumbangii är en måreväxtart som beskrevs av Markus Ruhsam. Psychotria kumbangii ingår i släktet Psychotria och familjen måreväxter. Inga underarter finns listade i Catalogue of Life.